# Rage Against the Machine (demo)
Rage Against the Machine (también conocido como American Composite) es el demo original de la banda estadounidense de rock Rage Against the Machine, lanzado en diciembre de 1991. La cinta de 12 pistas se grabó en Sunburst Studio en Los Ángeles después de que el baterista Brad Wilk se uniera a la banda, pero antes de que tocaran su primer show en vivo. Cuando la banda comenzó a realizar presentaciones en vivo, vendieron la cinta por $5 y llegaron a vender aproximadamente 5000 copias. Poco después, la banda firmó un contrato discográfico con Epic Records gracias al éxito de la demo.
Además de venderse en los primeros shows en vivo, la cinta de demostración se envió a varias compañías discográficas para mostrar la banda. Se envió uno a Atlantic Records y produjo varias copias que el sello vendió bajo su propio nombre. La banda descubrió esto más tarde, pero decidió no tomar medidas. La cinta de casete publicada por Atlantic presenta una portada completamente diferente a la cinta autoeditada de la banda, con una representación artística de un hombre con una cara distorsionada y con cremallera y el apodo de la banda, Rage Against the Machine, aparentemente hecho con letras tomadas de diferentes titulares de periódicos.

## Contenido
Siete de las 12 canciones de la cinta demo se convirtieron en parte del álbum debut homónimo de la banda. De las cinco canciones omitidas («Darkness of Greed», «Clear the Lane», «Mindset's a Threat», «Auto Logic» y «The Narrows»), las primeras dos se incluyeron finalmente como lado B en el sencillo principal del álbum, «Killing in the Name», y todas las canciones se lanzaron más tarde en la edición 20 aniversario del álbum. Varias canciones del demo son casi idénticas a las versiones que aparecen en el álbum debut, pero otras tienen diferencias notables; el tempo de «Take the Power Back» en el demo, por ejemplo, es mucho más lento y tiene un verso final diferente. El disco es notable por la primera aparición de la canción «Bullet in the Head», que se convirtió en un éxito cuando se reeditó como sencillo más tarde en el año después de ser transferida intacta (con voces regrabadas solo para los versos) del demo al álbum.
La canción «Darkness of Greed» se remonta a la banda anterior del vocalista Zack de la Rocha, Inside Out, que se disolvió a mediados de 1991. Se llama «Genocide» en algunos álbumes piratas de RATM. Inside Out interpretó la canción en muchas ocasiones y existen varias ediciones piratas de esas interpretaciones (Rage luego volvió a grabar la canción simplemente como «Darkness» para la banda sonora de la película El cuervo). Otro indicador significativo de la influencia de Inside Out en la dirección inicial de RATM es el hecho de que el nombre «Rage Against the Machine» también es el título de una canción de la banda.
El riff principal de «The Narrows» luego se reutilizaría como el riff principal de «Fistful of Steel» y partes de «Mindset's a Threat» luego se convertirían en parte de «Wake Up» y están presentes en «Freedom» y en el solo de «Bullet in the Head». El riff principal de «Clear the Lane» es casi idéntico al utilizado en su versión de 2000 de «Street Fighting Man» de The Rolling Stones.
Las canciones «Darkness of Greed» y «Clear the Lane» fueron remasterizadas digitalmente e incluidas como lados B en el sencillo «Killing in the Name» y ambas han sido reeditadas en sencillos y promociones muchas veces desde entonces.
La obra de arte presenta recortes de la sección del mercado de valores de un periódico con un fósforo pegado en la tarjeta interior. La declaración, «No se utilizaron samples, teclados o sintetizadores en la realización de esta grabación», se puede encontrar en la portada, y la banda también se refiere a sí misma como «Guilty Parties» como lo hicieron en cada álbum de estudio original posterior.

## Canciones omitidas de la demo
Las canciones tituladas «Hit the Deck» y «Clampdown» (la última de las cuales es una versión de The Clash), se interpretaron en vivo en el segundo show de la banda en la Universidad Estatal de California en Northridge, el 23 de octubre de 1991, pero ninguna de las canciones se agregó al demo; no se sabe que existan versiones de estudio de ninguna de las canciones.

## Lista de canciones
Las canciones de la demo son las siguientes.

| Rage Against the Machine |                       |          |  |
| N.º                      | Título                | Duración |  |
| 1.                       | «Bombtrack»           | 4:14     |  |
| 2.                       | «Take the Power Back» | 5:52     |  |
| 3.                       | «Bullet in the Head»  | 5:17     |  |
| 4.                       | «Darkness of Greed»   | 3:45     |  |
| 5.                       | «Clear the Lane»      | 3:54     |  |
| 6.                       | «Township Rebellion»  | 4:28     |  |
| 7.                       | «Know Your Enemy»     | 4:22     |  |
| 8.                       | «Mindset's a Threat»  | 4:03     |  |
| 9.                       | «Killing in the Name» | 6:38     |  |
| 10.                      | «Auto Logic»          | 4:07     |  |
| 11.                      | «The Narrows»         | 4:39     |  |
| 12.                      | «Freedom»             | 5:44     |  |
| 57:51                    |                       |          |  |

## Personal
- Zack de la Rocha: voz
- Tom Morello: guitarra
- Tim Commerford: bajo (acreditado como Timmy C.)
- Brad Wilk: batería
- Rage Against the Machine: producción
- Auburn Burell: ingeniero de grabación

## EP de 7 pulgadas
Algún tiempo después del lanzamiento de su CD debut, se produjo un vinilo de 7 pulgadas de 33 RPM con etiqueta blanca no oficial, simplemente titulado Rage Against the Machine; incluía tres pistas de la cinta de demostración.
Ambos números de catálogo están grabados en ambos lados; RELAPSE-3 L-41056 aparece como RELAPSE-3 L-41056-X en el lado B. Una funda de papel muestra una imagen fotocopiada del nombre de la banda y una parte de la portada del CD debut; la parte posterior tiene títulos de las canciones y recortes de periódicos, que recuerdan la obra de arte de la cinta de demostración. Algunas copias tienen el nombre de la banda en letras mayúsculas estampado con tinta en la etiqueta blanca.
Aparentemente se trata de una impresión de un club de fans emitida en Japón.
Las versiones de los lados B son, de hecho, las producciones demo originales en bruto y no las versiones remasterizadas que aparecieron previamente en el sencillo «Killing in the Name».

### Lista de canciones
| N.º | Título               | Duración |  |
| 1.  | «Mindset's a Threat» | 3:59     |  |
| 2.  | «Darkness of Greed»  | 3:42     |  |
| 3.  | «Clear the Lane»     | 3:50     |  |